# Rudolf von Alt
Rudolf von Alt (28. august 1812 i Wien – 12. marts 1905 sammesteds) var en østrigsk maler.

## Liv
Rudolf von Alt var søn af maleren og litografen Jakob Alt, og hans yngre bror Franz Alt var ligeledes maler. Rudolf von Alt stod i lære i faderens værksted, hvor han allerede som barn kolorerede faderens litografier.
1825 til 1832 blev han uddannet på Wien Kunstakademi. Han foretog flere rejser med sin far, hvor de også sammen malede, og højdepunktet i dette samarbejde var de såkaldte kukkassebilleder til den senere kejser Ferdinand I.
På en studierejse til Italien i 1835 mødte Alt maleren Moritz von Schwind og den bayriske konge Ludwig I. Han foretog endvidere studierejser til Krim i 1863, til Tyskland i 1864 og 1867 igen til Italien. I 1841 blev han gift med Hermine Oswald, som døde 2 år efter i 1843. 1846 giftede han sig med Berta Malitschek.
1867 blev han medlem af Akademie der Künste i Berlin og i 1879 blev han professor på Wien Kunstakademi. Han var aktiv i en høj alder, og medgrundlægger af Wiener Secession i 1897.

## Kunsten
Rudolf von Alt var en meget flittig kunstner, der havde en stor teknisk dygtighed, og udførte over ettusinde landskabs- og arkitekturbilleder. Billederne har en nøjagtig topografi, og med en stemningsfuld atmosfære fastholder de motiver af datidens Østrig. I 1874 fremstillede han en suite af billeder af wienske bygninger for den østrigske regering.
Han havde en bemærkelsesværdig evne til udtrykke naturens detaljer i sine billeder, hvor han med autensitet gengav farvetoner i himmel og vegetation. Han viste interessante vinkler af arkitektur, og han valgte ofte at male hverdagsobjekter. Alt har også malet mange portrætter. Vandfarven var hans hovedmedium; men han har også malet i olie og var en fortrinlig tegner og litograf; der findes en snes originalraderinger fra hans hånd.